# Verisäkeet
Verisäkeet (Blodversene) er det fjerde album fra det finske folk metal-band Moonsorrow der blev udgivet d. 23. februar 2005 gennem Spinefarm Records.

## Moonsorrow
1. "Karhunkynsi" (Bjørneklo) – 14:00
2. "Haaska" (Ådsel) – 14:42
3. "Pimeä" (Mørk) – 14:08
4. "Jotunheim" – 19:28
5. "Kaiku" (Ekko) – 8:19

## Musikere
- Ville Sorvali – Vokal, bagvokal, bas, kor
- Marko Tarvonen – Trommer, perkussion, 12-strenget akustisk guitar, bagvokal, kor
- Mitja Harvilahti – Lead & rytmeguitar, bagvokal, kor
- Henri Sorvali – Lead & rytmeguitar, keyboard, 6-strenget akustisk guitar, mundharpe, blikfløjte, bagvokal, kor
- Markus Eurén – Keyboard, kor